# معهد محمد القصاب للجبر وتقويم الأعضاء
معهد محمد القصاب للجبر وتقويم الأعضاء هو مستشفى جامعي يقع بمدينة قصر السعيد قرب مدينة تونس. يحوي معهد محمد القصاب للجبر وتقويم الأعضاء عدة أقسام في جراحة تقويم الأعضاء وأقسام مخبرية وتصوير طبي.
سمي المعهد باسم الدكتور محمد الطيب القصاب الدي توفي سنة 1986 والدي يعتبر الاب الروحي لعدة اختصاصات كالعلاج الطبيعي